# 七叶龙胆
七叶龙胆（学名：Gentiana arethusae var. delicatula）是龙胆科龙胆属川东龙胆的变种，是中国的特有植物。分布于中国大陆的四川、云南、西藏、陕西等地，生长于海拔2,700米至4,800米的地区，一般生于高山草甸、山坡草地、灌丛草甸、路边和林边草地，目前尚未由人工引种栽培。